# Samo Gostiša
Samo Gostiša (Longatico, 16 settembre 1972) è un ex saltatore con gli sci sloveno.
Agli inizi della carriera, prima della dissoluzione della Jugoslavia (1991), gareggiò per la nazionale jugoslava.

## Biografia
In Coppa del Mondo esordì il 23 marzo 1990 a Planica (69°) e ottenne l'unico podio il 27 marzo 1993 a Planica (3°).
In carriera prese parte a due edizioni dei Giochi olimpici invernali, Albertville 1992 (12° nel trampolino normale, 22° nel trampolino lungo, 6° nella gara a squadre) e Lillehammer 1994 (28° nel trampolino normale, 9° nella gara a squadre), a una dei Campionati mondiali, Falun 1993 (6° nel trampolino normale il miglior risultato), e a tre dei Mondiali di volo (6° a Harrachov 1992 il miglior risultato).

## Palmarès

### Coppa del Mondo
- Miglior piazzamento in classifica generale: 18º nel 1992
- 1 podio (a squadre):
  - 1 terzo posto